# VOG AG
Die VOG AG ist ein österreichisches Handelsunternehmen mit Sitz in Linz. Während des Ersten Weltkriegs entstand die VOG im Jahr 1916 in Folge einer Zuckerversorgungskrise als Vereinigung Oberösterreichischer Großzuckerhändler.
Seit 1991 ist die VOG AG eine Aktiengesellschaft, zuvor eine GmbH, und hat insgesamt nun 12 Tochter- und Enkelgesellschaften. In Österreich sind davon sieben angeschlossene Unternehmen angesiedelt, die weiteren im Ausland. Fünf Gesellschafter aus Oberösterreich halten das gesamte Aktienkapital der VOG.
Die Mitarbeiterzahl beträgt 474 (davon 304 in Österreich), der Umsatz 245 Mio. € (Stand 2023). Das Unternehmen handelt mit Food- und Non-Food-Artikeln.

## Unternehmensstruktur
Die VOG besteht aus folgenden Tochter- und Enkelunternehmen:
1. Transagent Lehag GmbH, Wien
2. VOGTRANS GmbH, Linz
3. Weinkellerei Lenz Moser AG, Rohrendorf
4. VOG Ungarn Kft., Bük
5. VOG Tschechien s.r.o., Prag
6. VOG Deutschland GmbH, Darmstadt
7. VOG Polen Sp. z o.o., Skierniewice
8. IMGRO GmbH, Wien
9. VOG Slowakei s.r.o., Bratislava
10. RAPSO Österreich GesmbH, Aschach
11. Westside Austria Ltd., Hongkong
12. GHG Getränke Handelshaus GmbH, Linz